# Gwendal Peizerat
Gwendal Peizerat (ur. 21 kwietnia 1972 w Bron) – francuski łyżwiarz figurowy, startujący w parach tanecznych z Mariną Anisiną. Jest mistrzem olimpijskim z Salt Lake City (2002) i brązowym medalistą olimpijskim z Nagano (1998), mistrzem świata (2000), dwukrotnym mistrzem Europy (2000, 2002), zwycięzcą finału Grand Prix 1999 oraz sześciokrotnym mistrzem Francji. Zakończył karierę w 2002 r.

## Życie prywatne
Obydwoje rodzice Gwendala byli związani z łyżwiarstwem figurowym. Jego ojciec pełnił funkcję sekretarza generalnego francuskiej federacji, a matka prowadziła klub łyżwiarski w Lyonie. Ma on dwa lata starszą siostrę. Ukończył EMLYON Business School oraz naukę i technologię aktywności fizycznej i sportowej na Université de Lyon I. Peizerat ma dwie córki: Shanelle (ur. 2012 r.) oraz Lilas (ur. 21 grudnia 2013 r.). Występuje w zespole muzycznym, w 2014 r. wydał singiel Baby Rock.

## Kariera
Gwendal Peizerat rozpoczął jazdę na łyżwach w wieku czterech lat, gdy wraz z siostrą towarzyszyli rodzicom na lodowisku. Od początku Gwendal był zainteresowany wyłącznie występami w parach tanecznych. W wieku lat sześciu jego trenerką została Muriel Boucher-Zazoui, która towarzyszyła mu do końca kariery amatorskiej. Gdy Gwendal miał siedem lat, Boucher-Zazoui znalazła dla niego pierwszą partnerkę, jego rówieśniczkę Marinę Morel.

### Kariera juniorska
W zawodach juniorskich Morel i Peizerat występowali przez trzy sezony. Na mistrzostwach świata juniorów startowali trzykrotnie i zdobyli dwa medale. W 1989 r. wywalczyli brąz, zaś w 1991 r. srebro. 

### Kariera seniorska
Peizerat i Morel debiutowali w zawodach seniorskich w sezonie 1991/92. Na mistrzostwach Europy w 1992 r. zajęli 12. miejsce. W kolejnym sezonie brali udział wyłącznie w dwóch zawodach, w tym na norweskim Piruetten byli trzeci. W zawodach krajowych Peizerat i Morel zdobyli brązowy medal w 1992 r. i srebro w 1993 r.
W 1993 r. Peizerat i Morel zakończyli 14-letnią współpracę ze względu na problemy zdrowotne Morel, która była zmuszona porzucić karierę łyżwiarską. Peizerat nie wyobrażał sobie kontynuowania kariery z inną partnerką, jednak zdecydował się odpisać na list rosyjskiej łyżwiarki Mariny Anisiny, która po zakończeniu partnerstwa z Ilją Awierbuchem szukała partnera i skierowała prośbę do Peizerata. Rezultatem tej wymiany korespondencji był wyjazd Anisiny do Francji i rozpoczęcie wspólnych treningów. W 1993 r. Peizerat oficjalnie rozpoczął współpracę z Anisiną, imienniczką jego byłej długoletniej partnerki sportowej. Marina chciała, aby Gwendal wyjechał z nią trenować do Rosji, jednak po sprzeciwie jego rodziny Marina zdecydowała się pozostać w Lyonie. Rozpoczęła również naukę języka francuskiego, a Gwendal starał się godzić treningi z kontynuowaniem edukacji. Pierwszy rok ich wspólnej jazdy był obfity we wzloty i upadki, para była blisko zerwania współpracy. Ich trenerka Muriel Boucher-Zazoui przyznała, że byli przeciwieństwami pod względem charakterów, ale ich współpraca od początku wyglądała obiecująco.
Od pierwszego sezonu 1993/94 Anisina i Peizerat szybko zaczęli odnosić sukcesy, a gdy Rosjanka otrzymała francuski paszport, stał się on dla pary przepustką umożliwiającą start w igrzyskach olimpijskich w 1998 r., gdyż Anisina otrzymała obywatelstwo zbyt późno, aby wziąć udział w Zimowych Igrzyskach Olimpijskich 1994. Przez dziewięć kolejnych sezonów nie schodzili z podium Trophée Eric Bompard oraz zdobywali kolejne medale podczas innych zawodów z cyklu Grand Prix. W latach 1996–2001 zdobyli sześć tytułów mistrzowskich we Francji. Od 1997 r. regularnie stawali na podium mistrzostw Europy i świata. Na igrzyskach olimpijskich w 1998 r. w Nagano wywalczyli brązowy medal przegrywając jedynie z rosyjskimi duetami Oksana Griszczuk/Jewgienij Płatow oraz Anżelika Kryłowa/Oleg Owsiannikow.

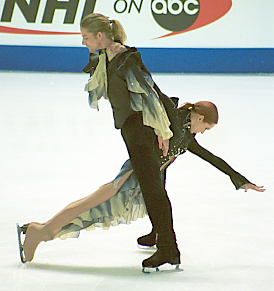
Finał Grand Prix w 2001 r.

W 1999 r. obronili wicemistrzostwo na dwóch najważniejszych imprezach sezonu. W sezonie 1999/00 byli niepokonani, wywalczyli złoty medal na mistrzostwach świata i mistrzostwach Europy. Rok 2001 okazał się powrotem do srebrnych medali, ale kolejny sezon olimpijski należał już tylko do nich, gdyż przegrali jedynie podczas finału Grand Prix w Kitchener. Sezon olimpijski rozpoczęli od tytułu mistrzów Europy w Lozannie, następnie wzięli udział w swoich drugich igrzyskach olimpijskich w Salt Lake City. Tym razem byli najlepsi i wywalczyli tytuł mistrzów olimpijskich. Byli pierwszą parą taneczną z Francji, która zdobyła mistrzostwo olimpijskie. Największym sukcesem w karierze zakończyli amatorską karierę i od tego momentu brali udział jedynie w rewiach łyżwiarskich. Ich znakiem rozpoznawczym podczas występów było podnoszenie, w którym to Marina podnosi Gwendala.

### Po zakończeniu kariery
Kilka lat po zakończeniu występów amatorskich Anisina i Peizerat brali udział w rewiach łyżwiarskich m.in. Stars on Ice. Peizerat rozpoczął karierę trenerską i zajął się choreografią. W 2003 r. założył firmę konsultingową Soléus. Pracował również dla Eurosportu przeprowadzając wywiady ze sportowcami. W 2010 r. Peizerat został wybrany radnym regionalnym na listę Partii Socjalistycznej w regionie Rodan-Alpy, a następnie został mianowany Radnym Delegatem ds. Sportu w Regionalnym Zarządzie kierowanym przez Jean-Jacka Queyranne'a.

## Osiągnięcia

### Z Mariną Anisiną
| Zawody                        | 93–94          | 94–95          | 95–96          | 96–97          | 97–98          | 98–99          | 99–00          | 00–01          | 01–02          |                |                |                |                |                |                |                |                |
| Międzynarodowe                | Międzynarodowe | Międzynarodowe | Międzynarodowe | Międzynarodowe | Międzynarodowe | Międzynarodowe | Międzynarodowe | Międzynarodowe | Międzynarodowe | Międzynarodowe | Międzynarodowe | Międzynarodowe | Międzynarodowe | Międzynarodowe | Międzynarodowe | Międzynarodowe | Międzynarodowe |
| ----------------------------- | -------------- | -------------- | -------------- | -------------- | -------------- | -------------- | -------------- | -------------- | -------------- | -------------- | -------------- | -------------- | -------------- | -------------- | -------------- | -------------- | -------------- |
| Igrzyska olimpijskie          |                |                |                |                | 3              |                |                |                | 1              |                |                |                |                |                |                |                |                |
| Mistrzostwa świata            | 10             | 6              | 4              | 5              | 2              | 2              | 1              | 2              |                |                |                |                |                |                |                |                |                |
| Mistrzostwa Europy            | 12             | 5              | 4              | 4              | 3              | 2              | 1              | 2              | 1              |                |                |                |                |                |                |                |                |
| GP Finał Grand Prix           |                |                |                | 3              | 3              | 2              | 1              |                | 2              |                |                |                |                |                |                |                |                |
| GP Sparkassen Cup on Ice      |                | 1              |                |                | 2              |                |                |                |                |                |                |                |                |                |                |                |                |
| GP NHK Trophy                 | 5              | 3              | 1              | 2              |                | 1              | 1              | 1              | 1              |                |                |                |                |                |                |                |                |
| GP Skate America              |                | 2              |                |                |                | 1              |                |                |                |                |                |                |                |                |                |                |                |
| GP Skate Canada International |                |                | 2              | 2              |                |                |                | 1              |                |                |                |                |                |                |                |                |                |
| GP Trophée Lalique            | 3              | 1              | 2              | 1              | 2              | 1              | 1              | 1              | 1              |                |                |                |                |                |                |                |                |
| Memoriał Ondreja Nepeli       | 1              |                |                |                |                |                |                |                |                |                |                |                |                |                |                |                |                |
| Piruetten                     | 5              |                |                |                |                |                |                |                |                |                |                |                |                |                |                |                |                |
| Krajowe                       |                |                |                |                |                |                |                |                |                |                |                |                |                |                |                |                |                |
| Mistrzostwa Francji           | 2              | 2              | 1              | 1              | 1              | 1              | 1              | 1              |                |                |                |                |                |                |                |                |                |

### Z Mariną Morel
| Zawody                                | 88–89          | 89–90          | 90–91          | 91–92          | 92–93          |                |                |                |                |                |                |                |                |                |                |                |                |
| Międzynarodowe                        | Międzynarodowe | Międzynarodowe | Międzynarodowe | Międzynarodowe | Międzynarodowe | Międzynarodowe | Międzynarodowe | Międzynarodowe | Międzynarodowe | Międzynarodowe | Międzynarodowe | Międzynarodowe | Międzynarodowe | Międzynarodowe | Międzynarodowe | Międzynarodowe | Międzynarodowe |
| ------------------------------------- | -------------- | -------------- | -------------- | -------------- | -------------- | -------------- | -------------- | -------------- | -------------- | -------------- | -------------- | -------------- | -------------- | -------------- | -------------- | -------------- | -------------- |
| Mistrzostwa Europy                    |                |                |                | 12             |                |                |                |                |                |                |                |                |                |                |                |                |                |
| Grand Prix International de Paris     |                |                |                | 7              | 6              |                |                |                |                |                |                |                |                |                |                |                |                |
| Piruetten                             |                |                |                |                | 3              |                |                |                |                |                |                |                |                |                |                |                |                |
| Międzynarodowe: Kategorie młodzieżowe |                |                |                |                |                |                |                |                |                |                |                |                |                |                |                |                |                |
| Mistrzostwa świata juniorów           | 3              | 4              | 2              |                |                |                |                |                |                |                |                |                |                |                |                |                |                |
| Krajowe                               |                |                |                |                |                |                |                |                |                |                |                |                |                |                |                |                |                |
| Mistrzostwa Francji                   |                |                |                | 3              | 2              |                |                |                |                |                |                |                |                |                |                |                |                |